# Diafiltración

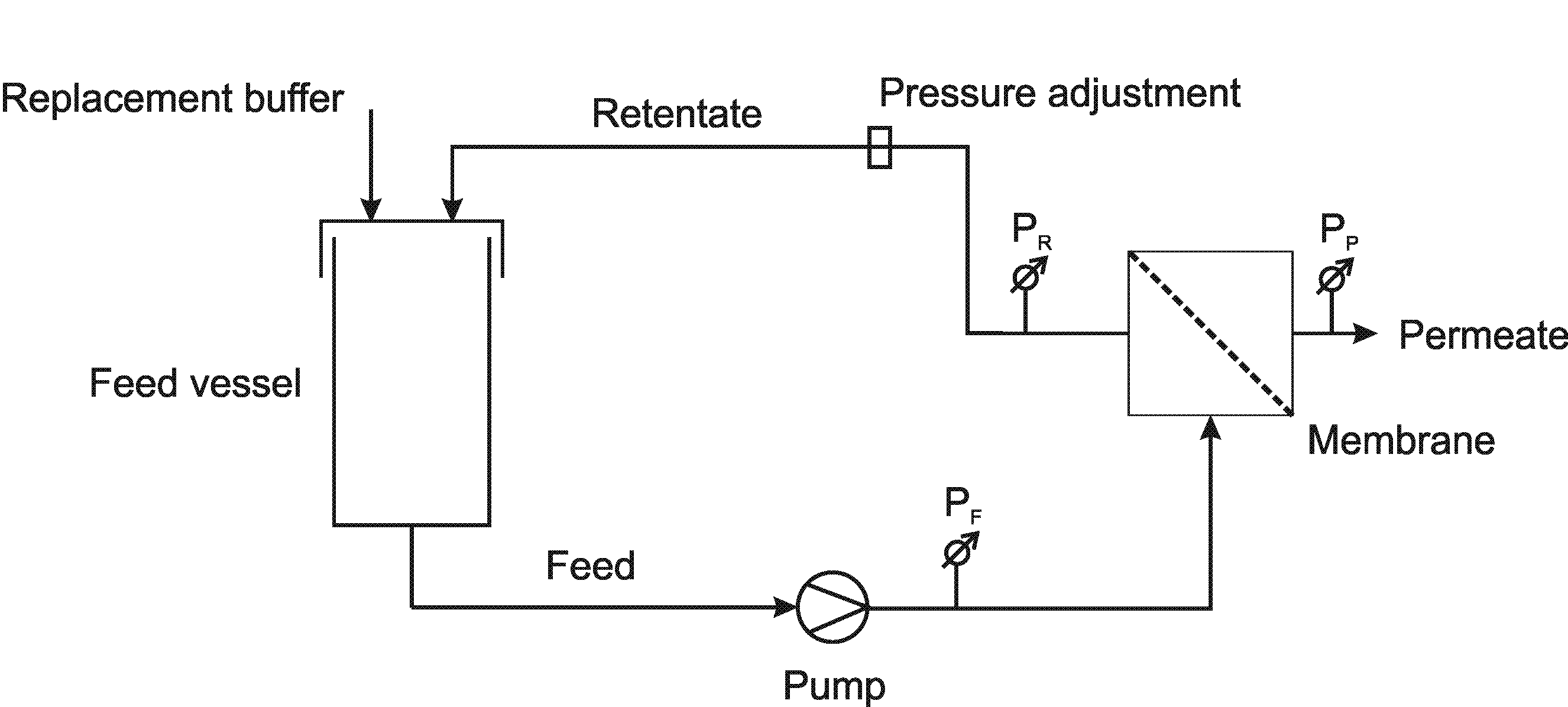
Diagrama de un dispositivo de diafiltración

La diafiltración es un proceso de dilución que implica la eliminación o separación de componentes (moléculas permeables como sales, pequeñas proteínas, disolventes, etc.) de una solución en función de su tamaño molecular mediante el uso de filtros permeables de micromoléculas para obtener una solución pura.

## Otras lecturas
- Bowen, W. Richard; Mohammad, A. Wahab (Aug 1998). «Diafiltration by nanofiltration: Prediction and optimization». AIChE Journal 44 (8): 1799-1812. doi:10.1002/aic.690440811.
- Limayem, Imène; Charcosset, Catherine; Fessi, Hatem (2004). «Purification of nanoparticle suspensions by a concentration/diafiltration process». Separation and Purification Technology 38 (1): 1-9. doi:10.1016/j.seppur.2003.10.002.
- Sheth, Jignesh P. (2003). «Nanofiltration-based diafiltration process for solvent exchange in pharmaceutical manufacturing». Journal of Membrane Science 211 (2): 251-261. doi:10.1016/s0376-7388(02)00423-4.